# Ямамото, Дональд
Дональд Юкио Ямамото (англ. Donald Yukio Yamamoto) — американский дипломат. Исполняющий обязанности посла США в Эритрее (1997—1998), посол США в Джибути (2000—2003), посол США в Эфиопии (2006—2009), посол США в Сомали (2018—2021). Занимал должность помощника государственного секретаря США по делам Африки (2013; 2017—2018).
Владеет японским, китайским, французским и арабским языками.

## Биография
Дональд Ямамото родился в 1953 году, в Сиэтле, в семье японского имминганта-отца и матери-нисэй. Вырос в Нью-Йорке. Ямамото окончил Колумбийский колледж Колумбийского университета в 1975 году и Школу международных и общественных отношений Колумбийского университета в 1978 году.

### Карьера
Ямамото поступил на дипломатическую службу США в 1980 году. За свою карьеру он неоднократно бывал в Африке, в частности на Ближнем и Дальнем Востоке. Работал в посольстве США в Пекине в качестве помощника посла и сотрудника по правам человека во время демонстраций на площади Тяньаньмэнь в 1989 году, а также в консульстве США в Фукуоке в качестве главного офицера (1992—1995). Он получил степень магистра в Национальном военном колледже в 1996 году и работал на Капитолийском холме в рамках стипендии Конгресса в 1991 году.
- 1997—1998 годы — исполняющий обязанности посла США в Эритрее[2][3].
- 1998—2000 годы — заместитель директора по делам Восточной Африки[2].
- В сентябре 2000 года Дональд Ямамото был назначен на должность посла США в Республике Джибути, через месяц, 6 октября он был приведён к присяге. Занимал данную должность до 16 июня 2003 года[2][7].
- 2003—2006 годы — заместитель помощника госсекретаря США в Бюро по делам Африки[6].

22 апреля 2006 года Ямамото встретился с премьер-министром Эфиопии Мелесом Зенауи, чтобы обсудить продолжающийся процесс демократизации в Эфиопии и пограничный спор между Эфиопией и Эритреей. Оба лидера положительно оценили итоги встречи.
4 октября 2006 года Ямамото был назначен президентом Бушем на должность посла США в Эфиопии. 6 декабря 2006 года он вручил свои верительные грамоты премьер-министру Эфиопии Мелесу Зенауи в Аддис-Абебе.
С 30 марта по 5 августа 2013 года Ямамото был исполняющим обязанности помощника госсекретаря по делам Африки, заменив Джонни Карсона. 3 сентября 2017 года он был вновь поставлен на данную должность.
- 2014–2015 годы — занимал руководящие дипломатические должности в Кабуле, Мазари-Шарифе и Баграме (Афганистан)[1][6].
- 2015—2016 годы — старший советник Генерального директора дипломатической службы по вопросам кадровой реформы[6].
- 2016—2017 годы — старший вице-президент по международным программам и связям с общественностью в Национальном университете обороны[6].

14 июля 2018 года президент Дональд Трамп назначил Дональда Ямамото новым послом США в Сомали. Впоследствии Ямамото был утверждён на эту должность 19 октября 2018 года. При Ямамото в декабре 2018 года США открыли в Могадишо постоянное дипломатическое представительство, однако при этом часть дипломатического персонала осталась в посольстве США в Кении. 2 октября 2019 года Соединённые Штаты объявили о восстановлении посольства США в Могадишо.
В июле 2021 года Дональд Ямамото покинул должность посла США в Сомали; его должность занимала заместитель главы дипмиссии Коллин Кренвельж до января 2022 года.

## Награды
Дональд Ямамото является обладателем Президентских наград за выдающиеся заслуги и за похвальную службу, Почётной награды секретаря и награды Государственного департамента за содействие урегулированию конфликтов в Африке. Ямамото — один из самых молодых дипломатов, получивших звание карьерного министра.